# Colmenar Viejo
Colmenar Viejo település Spanyolországban, Madrid tartományban. Colmenar Viejo Tres Cantos, Madrid, Hoyo de Manzanares, Becerril de la Sierra, El Boalo, Manzanares el Real, Soto del Real, Miraflores de la Sierra, Guadalix de la Sierra, Pedrezuela, San Agustín del Guadalix, Algete, San Sebastián de los Reyes és Fuencarral-El Pardo községekkel határos. Lakosainak száma 57 029 fő (2024).

## Népesség
A település népessége az utóbbi években az alábbiak szerint változott:
| Lakosok száma | 34 194 | 38 866 | 41 264 | 43 700 | 46 321 | 47 445 | 48 614 | 50 752 | 53 389 | 57 029 |
|               | 2001   | 2004   | 2007   | 2009   | 2012   | 2014   | 2017   | 2019   | 2022   | 2024   |